# Dalbergia foliosa
Dalbergia foliosa är en ärtväxtart som först beskrevs av George Bentham, och fick sitt nu gällande namn av A.M.Carvalho. Dalbergia foliosa ingår i släktet Dalbergia, och familjen ärtväxter. Inga underarter finns listade i Catalogue of Life.